# Mobula
Mobula és un gènere de batoïdeus de la família Mobulidae que habita a tots els mars tropicals, càlids i temperats. Algunes autoritats consideren que es tracta d'una subfamília dels miliobàtids. El seu aspecte és semblant al de les mantes, que pertanyen a la mateixa família, i basant-se en l'evidència genètica i morfològica, les mantes s'adscriuen al gènere Mobula (antigament s'inclogueren al seu propi gènere Manta que avui dia es considera un sinònim taxonòmic).
Depenent de l'espècie exacta, els individus del gènere poden assolir amplades de fins a 1.1–5.2 m (3.6–17.1 ft), la més gran només és la segona per mida de les mantes, que poden arribar a 5.5–7.0 m (18.0–23.0 ft). Malgrat la seva mida, se sap poc sobre els membres del gènere, gran part d'ells procedents de relats anecdòtics. La majoria de les espècies no tenen un agulló de la cua. En la majoria de les espècies que tenen un agulló, està envoltat, fent-lo inofensiu; només M. mobular té un agulló "lliure".

## Taxonomia

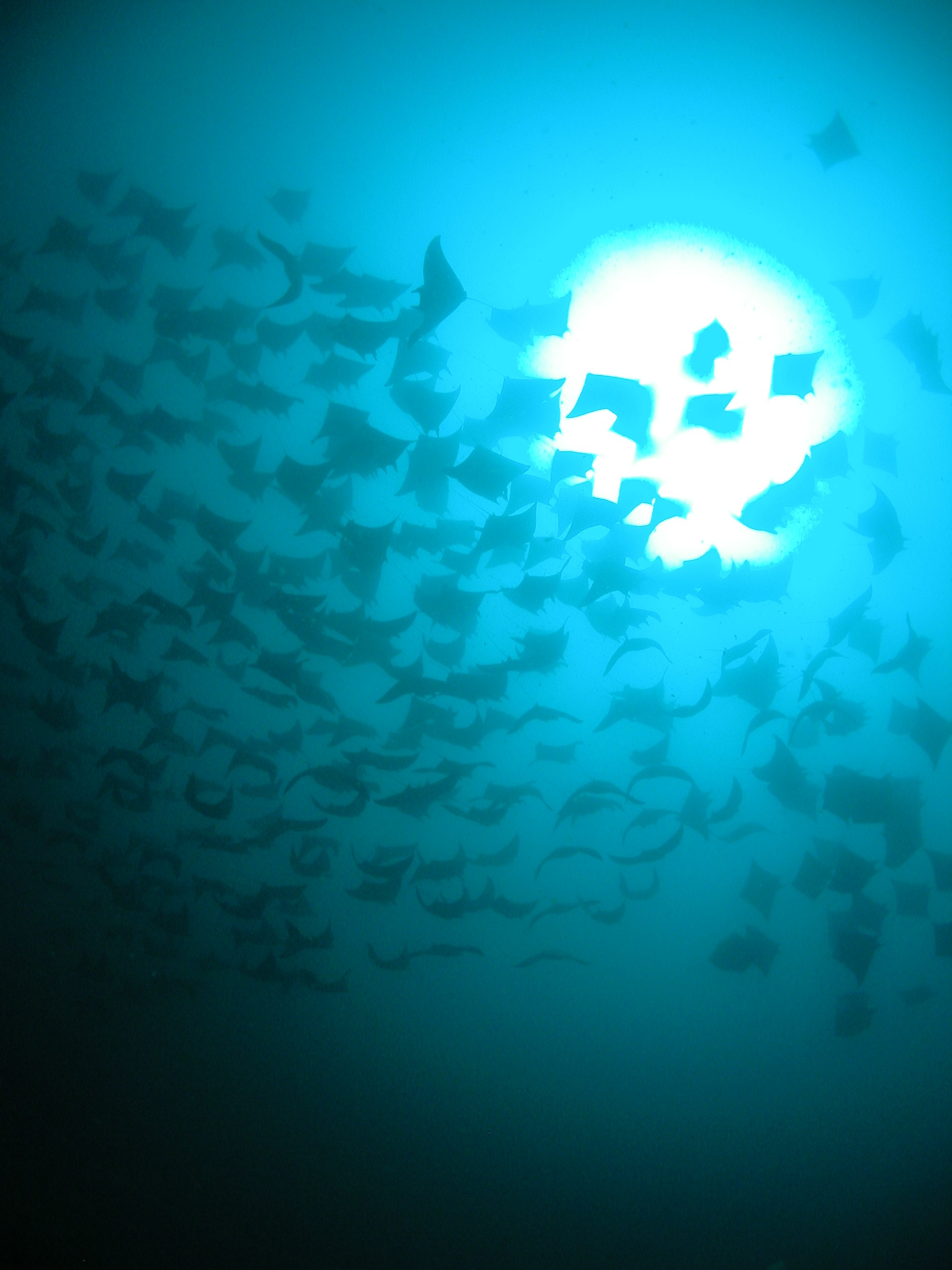
Banc a Mèxic

A partir de l'evidència genètica i, en menor grau, morfològica, el gènere es va redefinir el 2017. Sota aquesta disposició, Manta s'inclou dins de Mobula.FishBase reconeix 11 espècies:
- Mobula alfredi (JLG Krefft, 1868)
- Mobula birostris (Walbaum, 1792)
- Mobula eregoodootenkee Bleeker, 1859
- Mobula hypostoma Bancroft, 1831
- Mobula japanica JP Müller & Henle, 1841
- Mobula kuhlii JP Müller & Henle, 1841
- Mobula mobular Bonnaterre, 1788
- Mobula munkiana Notarbartolo di Sciara, 1987
- Mobula rochebrunei Vaillant, 1879
- Mobula tarapacana Philippi {Krumweide}, 1892
- Mobula thurstoni Lloyd, 1908

Espècies extintes per referències de taurons:
- Mobula cappettae Jonet, 1976
- Mobula fragilis (Cappetta, 1970)
- Mobula lorenzolizanoi Laurito Mora, 1999
- Mobula loupianensis Cappetta, 1970
- Mobula melanyae (Case, 1980)
- Mobula pectinata Cappetta, 1970